# Spectre de la K-théorie
Le spectre de K-théorie d'un l'anneau {\displaystyle R} est un {\displaystyle \Omega }-spectre {\displaystyle K_{R}} dont le {\displaystyle n}-ème terme est donné par (avec {\displaystyle \Sigma R} la suspension de R) :
{\displaystyle (K_{R})_{n}=K_{0}(\Sigma ^{n}R)\times BGL(\Sigma ^{n}R)^{+}},
où "+" désigne la construction + de Quillen. Par définition, {\displaystyle K_{i}(R)=\pi _{i}(K_{R})}.